# National Book Award per la poesia
Il National Book Award per la poesia (National Book Award for Poetry) è un premio letterario statunitense assegnato annualmente a partire dal 1950.

## Albo d'oro
I vincitori sono indicati in grassetto, a seguire i finalisti.

### Anni 1950-1959
- 1950: Paterson: Book III and Selected Poems di William Carlos Williams
- 1951: Aurore d'autunno (The Auroras of Autumn) di Wallace Stevens
- 1952: Unicorni di mare e di terra: poesie 1935-1951 (Collected Poems) di Marianne Moore
  - Nones di Wystan Hugh Auden
  - The Spirit of the Scene di William Rose Benèt
  - Selected Poems di Richard Eberhart
  - Selected Poems of Horace Gregory di Horace Gregory
  - The Seven-League Crutches di Randall Jarrell
  - Praise to the End di Theodore Roethke
  - Selected Poems di Muriel Rukeyser
  - Collected Earlier Poems di William Carlos Williams
  - Paterson di William Carlos Williams
- 1953: Collected Poems, 1917-1952 di Archibald MacLeish
  - Early and Late Testament di Stanley Burnshaw
  - New and Selected Poems di Thomas H. Ferril
  - The Suburb by the Sea di Robert Hillyer
  - Cape Horn and Other Poems di Ernest Kroll
  - A Mask for Janus di W.S. Merwin
  - A Song of Joy di Byron H. Reece
  - Ring Song di Naomi Replansky
  - The Dragon and the Unicorn di Kenneth Rexroth
  - Kentucky is My Land di Jesse Stuart
  - Poems di Ridgely Torrence
  - The First Morning di Peter Viereck
- 1954: Collected Poems di Conrad Aiken
- 1955: Il mondo come meditazione: ultime poesie 1950-1955 (The Collected Poems of Wallace Stevens) di Wallace Stevens
  - Poems, 1923-1954 di e.e. cummings
  - Poems: A Selection di Leonie Adams
  - Collected Poems, 1923-1953 di Louise Bogan
  - Hungerfield and Other Poems di Robinson Jeffers
  - Songs for Eve di Archibald MacLeish
  - The Love Letters of Phyllis McGinley di Phyllis McGinley
  - The Verse Diary of a Psychiatrist di Merrill Moore
  - A Character Invented di LeRoy Smith
  - Poems di May Swenson
  - The Desert Music and Other Poems di William Carlos Williams
  - Selected Poems di Marya Zaturenska
- 1956: Lo scudo di Achille (The Shield of Achilles) di Wystan Hugh Auden
  - Poems, North and South di Elizabeth Bishop
  - As If di John Ciardi
  - Birthdays from the Ocean di Isabella Gardner
  - Exiles and Marriages di Donald Hall
  - Selected Poems di Randall Jarrell
  - The Diamond Cutters di Adrienne Rich
  - Journey to Love di William Carlos Williams
- 1957: Things of the World di Richard Wilbur
  - The Form of Loss di Edgar Bowers
  - This Tilting Dust di Leah B. Drake
  - Greenhouse in the Garden di Charles E. Eaton
  - New and Selected Poems di Kenneth Fearing
  - In the Rose of Time di Robert Fitzgerald
  - Villa Narcisse di Katherine Haskins
  - Green Armor on Green Ground di Rolfe Humphries
  - Poems di Joseph Langland
  - The Unicorn di Anne Morrow Lindbergh
  - Green with Beasts di W.S. Merwin
  - Like a Bulwark di Marianne Moore
  - Section: Rock Drill di Ezra Pound
  - In Defense of the Earth di Kenneth Rexroth
  - Poems Old and New di John Hall Wheelock
- 1958: Promises: Poems, 1954-1956 di Robert Penn Warren
  - Time Without Number di Daniel Berrigan
  - Letter from a Distant Land di Philip Booth
  - The Arctic Tern di Edwin G. Burrows
  - Selected Poems of H.D. di H.D. (Hilda Doolittle)
  - Great Praises di Richard Eberhart
  - Poems di Richmond Lattimore
  - Swimmer in the Air di Howard Moss
  - In Time Like Air di May Sarton
  - Hot Afternoons Have Been in Montana di Eli Siegel
  - Poems: 1947-1957 di William Jay Smith
  - Il mondo come meditazione: ultime poesie 1950-1955 (Opus Posthumous) di Wallace Stevens
  - The Green Wall di James Wright
- 1959: Words for the Wind di Theodore Roethke
  - I Marry You di John Ciardi
  - Poems di Edward Estlin Cummings
  - J.B. di Archibald MacLeish
  - Mirrors and Windows di Howard Nemerov
  - Collected Poems di Theodore Roethke
  - Poems for a Jew di Karl Shapiro
  - A Cage of Spines di May Swenson
  - Paterson, Book IV di William Carlos Williams

### Anni 1960-1969
- 1960: Life Studies di Robert Lowell
- 1961: The Woman at the Washington Zoo di Randall Jarrell
  - Homage to Clio di W. H. Auden
  - The Exclusions of Rhyme di J. V. Cunninghan
  - The Opening of the Field di Robert Duncan
  - Collected Poems di Richard Eberhart
  - The Summer Anniversaries di Donald Justice
  - New and Selected Poems di Howard Nemerov
  - Knowledge of the Evening di John Frederick Nims
  - To Bedlam and Part Way Back di Anne Sexton
  - Bone Thoughts di George Starbuck
  - Wilderness of Ladies di Eleanor Ross Taylor
  - Outlanders di Theodore Weiss
  - Collected Poems di Yvor Winters
- 1962: Poems di Alan Dugan
  - Madonna of the Cello di Robert Bagg
  - The Islanders di Philip Booth
  - In the Stoneworks di John Ciardi
  - Helen in Egypt di H.D. (Hilda Doolittle)
  - Facts of Crystal di Abbie Huston Evans
  - The Looking Glass di Isabella Gardner
  - Medusa in Gramercy Park di Horace Gregory
  - The Fortune Teller di John Jolmes
  - Jacob's Ladder di Denise Levertov
  - Adam Before His Mirror di Ned O'Gorman
  - The Gardner and other Poems di John Hall Wheelock
- 1963: Traveling Through the Dark di William Stafford
  - Per amore (For Love) di Robert Creeley
  - The Drawbridge di Donald F. Drummond
  - In the Clearing di Robert Frost
  - Thank You and Other Poems di Kenneth Koch
  - The Next Room of the Dream di Howard Nemerov
  - Collected Poems di Winfield T. Scott
  - All My Pretty Ones di Anne Sexton
  - Immagini da Bruegel e altre poesie (Pictures from Brueghel) di William Carlos Williams
- 1964: Selected Poems di John Crowe Ransom
  - The Moving Target di W.S. Merwin
  - At the End of the Open Road di Louis Simpson
  - To Mix with Time di May Swenson
- 1965: The Far Field di Theodore Roethke
  - The Enemy Joy di Ben Belitt
  - 77 Dream Songs di John Berryman
  - Elmetti (Helmets) di James Dickey
  - Country Without Maps di Jean Garrigue
  - Flower Herding on Mount Monadnock di Galway Kinnell
  - For the Union Dead di Robert Lowell
  - The Wreck of the Thresher di William Meredith
- 1966: Buckdancer's Choice: Poems di James Dickey
  - About the House di Wystan Hugh Auden
  - Questions of Travel di Elizabeth Bishop
  - Selected Poems di Richard Eberhart
  - The Pripet Marshes di Irving Feldman
  - The Lost World di Randall Jarrell
  - Selected Poems di Louis Simpson
- 1967: Nights and Days di James Merrill
  - Rivers and Mountains di John Ashbery
  - Looking Up at Leaves di Barbara Howes
  - Tell Me, Tell Me di Marianne Moore
  - Necessities of Life di Adrienne Rich
  - The Tin Can and Other Poems di William Jay Smith
- 1968: The Light Around the Body di Robert Bly
  - The Sorrow Dance di Denise Levertov
  - The Lice di W.S. Merwin
  - Complete Poems di Kenneth Rexroth
  - A-12 di Louis Zukofsky
- 1969: His Toy, His Dream, His Rest di John Berryman
  - In the Mecca di Gwendolyn Brooks
  - Body Rags di Galway Kinnell
  - The Talking Girl di John Thompson
  - A Windmill Near Calvary di Keith Waldrop

### Anni 1970-1979
- 1970: The Complete Poems di Elizabeth Bishop
  - False Gods, Real Men di Daniel Berrigan
  - The Secret Meaning of Things di Lawrence Ferlinghetti
  - Notebook, 1967-68 di Robert Lowell
  - On Bear's Head di Philip Whalen
- 1971: To See, To Take di Mona Van Duyn
  - Elegiac Feelings American di Gregory Corso
  - The Carrier of Ladders di W.S. Merwin
  - Darker di Mark Strand
  - Iconographs di May Swenson
- 1972: Selected Poems di Howard Moss ex aequo The Collected Poems of Frank O'Hara di Frank O'Hara
- 1973: Collected Poems, 1951-1971 di A. R. Ammons
  - Epistle to a Godson and Other Poems di Wystan Hugh Auden
  - Delusions, Etc. di John Berryman
  - Fields of Grace di Richard Eberhart
  - Once for the Last Bandit di Samuel Hazo
  - Town and Country Matters di John Hollander
  - FootPrints di Denise Levertov
  - The Human Season di Archibald MacLeish
  - Braving the Elements di James Merrill
  - A Book of Change di Frederick Morgan
  - Conjure di Ishmael Reed
  - Adventures of the Letter I di Louis Simpson
- 1974: La caduta dell'America (The Fall of America: Poems of these States, 1965-1971) di Allen Ginsberg ex aequo Diving into the Wreck: Poems 1971-1972 di Adrienne Rich
  - From Snow and Rock, from Chaos di Hayden Carruth
  - Points for a Compass Rose di Evan S. Connell Jr.
  - Collecting the Animals di Peter Everwine
  - The Lady in Kicking Horse Reservoir di Richard Hugo
  - Departures di Donald Justice
  - Armed Love di Eleanor Lerman
  - From a Land Where Other People Live di Audre Lorde
  - Revolutionary Petunias and Other Poems di Alice Walker
  - Hard Freight di Charles Wright
- 1975: Presentation Piece di Marilyn Hacker
  - Sphere di A.R. Ammons
  - After Our War di John Balaban
  - Jan.31 di Albert Goldbarth
  - Two-Part Inventions di Richard Howard
  - The Shade-Seller di Josephine Jacobsen
  - Threats Instead of Trees di Michael Ryan
  - Granite Lady di Susan Fromberg Schaeffer
  - Sleeping in the Woods di David Wagoner
  - The Mother's Breast and the Father's House di Reed Whittemore
- 1976: Autoritratto in uno specchio convesso (Self-portrait in a Convex Mirror) di John Ashbery
  - What Thou Lovest Well, Remains American di Richard Hugo
  - D.C. Images di P.J. Laska
  - The Life Beside This One di John N. Morris
  - Returning Your Call di Leonard Nathan
  - Collected Poems di George Oppen
  - How I Got Ovah di Carolyn M. Rodgers
  - The Peacock Poems di Shirley Williams
- 1977: Collected Poems, 1930-1976 di Richard Eberhart
  - Leaping Clear and Other Poems di Irving Feldman
  - The Snow Falls Upward di Margaret Newlin
  - The Gates di Muriel Rukeyser
  - Collected Poems, 1956-1976 di David Wagoner
- 1978: The Collected Poems of Howard Nemerov di Howard Nemerov
  - Stars Which See, Stars Which Do Not See di Marvin Bell
  - Images of Kin di Michael S. Harper
  - A Private Signal di Barbara Howes
  - Charon's Cosmology di Charles Simić
- 1979: Mirabell: Book of Numbers di James Merrill
  - American Journal di Robert Hayden
  - The Year of Our Birth di Sandra McPherson
  - Like Wings di Philip Schultz
  - New & Selected Things Taking Place di May Swenson

### Anni 1980-1989
- 1980: Ashes di Philip Levine
  - The Poems of Stanley Kunitz di Stanley Kunitz
  - In Broken Country di David Wagoner
- 1981: The Need to Hold Still di Lisel Mueller
  - Before Sleep di Philip Booth
  - That Was Then di Isabella Gardner
  - Selected Poems di Mark Strand
  - Being Here di Robert Penn Warren
- 1982: Life Supports: New and Collected Poems di William Bronk
  - A Coast of Trees di A. R. Ammons
  - Shadow Train di John Ashbery
  - The Revisionist di Douglas Crase
  - Brotherly Love di Daniel Hoffman
- 1983: Selected Poems di Galway Kinnell ex aequo Country Music: Selected Early Poems di Charles Wright
  - Monolithos di Jack Gilbert
  - PM/AM di Linda Pastan
  - Letters from a Father and Other Poems di Mona Van Duyn
- 1984-1989: non assegnato

### Anni 1990-1999
- 1990: non assegnato
- 1991: What Work Is di Philip Levine
  - The Never-Ending di Andrew Hudgins
  - Eva-Mary di Linda McCarriston
  - An Atlas of the Difficult World: Poems 1988-1991 di Adrienne Rich
  - The Homeplace di Marilyn Nelson Waniek
- 1992: New & Selected Poems di Mary Oliver
  - Collected Shorter Poems di Hayden Carruth
  - The Wild Iris di Louise Glück
  - Rapture di Susan Mitchell
  - No Nature di Gary Snyder
- 1993: Garbage di A. R. Ammons
  - My Alexandria di Mark Doty
  - The Vigil: A Poem in Four Voices di Margaret Gibson
  - The Museum of Clear Ideas di Donald Hall
  - What We Don't Know About Each Other di Lawrence Raab
- 1994: A Worshipful Company of Fletchers di James Tate
  - Like Most Revelations di Richard Howard
  - Hinge and Sign: Poems, 1968-1993 di Heather McHugh
  - An Altogether Different Language di Anne Porter
  - A Study for the World's Body di David St. John
- 1995: Passing Through: The Later Poems di Stanley Kunitz
  - Collected Poems, 1945-1990 di Barbara Howes
  - In the Crevice of Time: New and Collected Poems di Josephine Jacobsen
  - New and Selected Poems di Donald Justice
  - New and Selected Poems  di Gary Soto
- 1996: Scrambled Eggs & Whiskey, Poems 1991-1995 di Hayden Carruth
  - The Terrible Stories di Lucille Clifton
  - Sun Under Wood di Robert Hass
  - The Crack in Everything di Alicia Suskin Ostriker
  - Walking the Black Cat  di Charles Simić
- 1997: Effort at Speech: New & Selected Poems di William Meredith
  - Locusts at the Edge of Summer: New and Selected Poems di John Balaban
  - Desire di Frank Bidart
  - Primate Behavior di Sarah Lindsay
  - The Fields of Praise: New and Selected Poems di Marilyn Nelson
- 1998: This Time: New and Selected Poems di Gerald Stern
  - The Art of the Lathe di B.H. Fairchild
  - The Little Space: Poems Selected and New, 1968-1998 di Alicia Suskin Ostriker
  - Carnival Evening: New and Selected Poems 1968-1998 di Linda Pastan
  - From the Devotions di Carl Phillips
- 1999: Vice: New & Selected Poems di Ai
  - Vita Nova di Louise Glück
  - Configurations: New and Selected Poems, 1958-1998 di Clarence Major
  - The Pilot Star Elegies di Sherod Santos
  - Repair di C.K. Williams

### Anni 2000-2009
- 2000: Blessing the Boats: New and Selected Poems 1988-2000 di Lucille Clifton
  - Tell Me di Kim Addonizio
  - A New Selected Poems di Galway Kinnell
  - New Addresses: Poems di Kenneth Koch
  - The Other Lover di Bruce Smith
- 2001: Poems Seven: New and Complete Poetry di Alan Dugan
  - Rooms are Never Finished di Agha Shahid Ali
  - Mercurochrome di Wanda Coleman
  - Brutal Imagination di Cornelius Eady
  - They Can't Take That Away from Me di Gail Mazur
- 2002: In the Next Galaxy di Ruth Stone
  - Sleeping with the Dictionary di Harryette Mullen
  - The Unswept Room di Sharon Olds
  - The Smallest Muscle in the Human Body di Alberto Rios
  - Shadow of Heaven di Ellen Bryant Voigt
- 2003: The Singing di C.K. Williams
  - Sparrow: Poems di Carol Muske-Dukes
  - The Voice at 3:00 AM: Selected Late and New Poems di Charles Simić
  - The Owner of the House: New Collected Poems 1940-2001 di Louis Simpson
  - Jelly Roll: A Blues di Kevin Young
- 2004: Door in the Mountain: New and Collected Poems, 1965-2003 di Jean Valentine
  - Shoah Train di William Heyen
  - Collected Poems di Donald Justice
  - The Rest of Love di Carl Phillips
  - Goest di Cole Swensen
- 2005: Migration: New and Selected Poems di W.S. Merwin
  - Where Shall I Wander di John Ashbery
  - Star Dust: Poems di Frank Bidart
  - Habitat: New and Selected Poems, 1965-2005 di Brendan Galvin
  - The Moment's Equation di Vern Rutsala
- 2006: Splay Anthem di Nathaniel Mackey
  - Averno di Louise Glück
  - Chromatic di H.L. Hix
  - Angle of Yaw di Ben Lerner
  - Capacity di James McMichael
- 2007: Time and Materials di Robert Hass
  - Magnetic North di Linda Gregerson
  - The House on Boulevard St. di David Kirby
  - Old Heart di Stanley Plumly
  - Messenger: New and Selected Poems 1976-2006 di Ellen Bryant Voigt
- 2008: Fire to Fire: New and Collected Poems di Mark Doty
  - Watching the Spring Festival di Frank Bidart
  - Creatures of a Day di Reginald Gibbons
  - Without Saying di Richard Howard
  - Blood Dazzler di Patricia Smith
- 2009: Transcendental Studies: A Trilogy di Keith Waldrop
  - Versed di Rae Armantrout
  - Or to Begin Again di Ann Lauterbach
  - Speak Low di Carl Phillips
  - Open Interval di Lyrae Van Clief-Stefanon

### Anni 2010-2019
- 2010: Lighthead di Terrance Hayes
  - The Eternal City di Kathleen Graber
  - By the Numbers di James Richardson
  - One with Others di C.D. Wright
  - Ignatz di Monica Youn
- 2011: Head Off & Split di Nikky Finney
  - The Chameleon Couch di Yusef Komunyakaa
  - Double Shadow di Carl Phillips
  - Tonight No Poetry Will Serve: Poems 2007-2010 di Adrienne Rich
  - Devotions di Bruce Smith
- 2012: Bewilderment: New Poems and Translations di David Ferry
  - Heavenly Bodies di Cynthia Huntington
  - Fast Animal di Tim Seibles
  - Night of the Republic di Alan Shapiro
  - Meme di Susan Wheeler
- 2013: Incarnadine: Poems di Mary Szybist
  - Metaphysical Dog di Frank Bidart
  - Stay, Illusion di Lucie Brock-Broido
  - The Big Smoke di Adrian Matejka
  - Black Aperture di Matt Rasmussen
- 2014: Faithful and Virtuous Night di Louise Glück
  - Second Childhood di Fanny Howe
  - This Blue di Maureen N. McLane
  - The Feel Trio di Fred Moten
  - Citizen: An American Lyric di Claudia Rankine
- 2015: Voyage of the Sable Venus di Robin Coste Lewis
  - Catalog of Unabashed Gratitude di Ross Gay
  - How to Be Drawn di Terrance Hayes
  - Bright Dead Things di Ada Limón
  - Elegy for a Broken Machine di Patrick Phillips
- 2016: The Performance of Becoming Human di Daniel Borzutzky
  - Collected Poems 1974 – 2004 di Rita Dove
  - Archeophonics di Peter Gizzi
  - The Abridged History of Rainfall di Jay Hopler
  - Look di Solmaz Sharif
- 2017: Half-light: Collected Poems 1965-2016 di Frank Bidart
  - The Book of Endings di Leslie Harrison
  - WHEREAS di Layli Long Soldier
  - In the Language of My Captor di Shane McCrae
  - Don’t Call Us Dead di Danez Smith
- 2018: Indecency di Justin Phillip Reed
  - Wobble di Rae Armantrout
  - American Sonnets for My Past and Future Assassin di Terrance Hayes
  - Ghost Of di Diana Khoi Nguyen
  - Eye Level di Jenny Xie
- 2019: Sight Lines di Arthur Sze
  - The Tradition di Jericho Brown
  - "I": New and Selected Poems di Toi Derricotte
  - Deaf Republic di Ilya Kaminsky
  - Be Recorder di Carmen Giménez Smith

### Anni 2020-2029
- 2020: DMZ Colony di Don Mee Choi[1]
  - A Treatise on Stars di Mei-mei Berssenbrugge
  - Fantasia for the Man in Blue di Tommye Blount
  - Borderland Apocrypha di Anthony Cody
  - Postcolonial Love Poem di Natalie Diaz
- 2021: Floaters di Martín Espada[2]
  - What Noise Against the Cane di Desiree C. Bailey
  - Sho di Douglas Kearney
  - A Thousand Times You Lose Your Treasure di Hoa Nguyen
  - The Sunflower Cast A Spell To Save Us From The Void di Jackie Wang
- 2022: Punks: New & Selected Poems di John Keene[3]
  - Look at This Blue di Allison Hedge Coke
  - Balladz di Sharon Olds
  - Best Barbarian di Roger Reeves
  - The Rupture Tense di Jenny Xie
- 2023: from unincorporated territory [åmot] di Craig Santos Perez[4]
  - How to Communicate di John Lee Clark
  - suddenly we di Evie Shockley
  - Tripas di Brandon Som
  - From From di Monica Youn
- 2024: Something About Living di Lena Khalaf Tuffaha[5]
  - Wrong Norma di Anne Carson
  - [...] di Fady Joudah
  - Mother di m.s. RedCherries
  - Modern Poetry di Diane Seuss